# Robert de Foy
Robert Herman Alfred de Foy, né le 23 mars 1893 à Grammont (en Flandre-Orientale) et mort le 15 août 1960 à Bruxelles, est un magistrat belge, administrateur de la Sûreté de l'État de 1933 à 1940 et de 1947 à 1958. Il est également secrétaire général du Ministère de la Justice de 1943 jusqu'à la fin de l'Occupation.  
À la suite de ses actions durant la Seconde Guerre mondiale, il est reconnu Juste parmi les nations en 1975 par l'Institut Yad Vashem. 

## Biographie
Robert de Foy était le fils du fonctionnaire Léon de Foy (1852-1942) et de Mathilde de Vos (1860-1943). Son frère, Marcel de Foy (1890-1964) termina sa carrière en tant que président émérite à la Cour d'appel de Bruxelles, et son autre frère, Joseph de Foy (1897-1969) était au service de l'Union Minière au Congo. En 1919, Léon obtint le changement de son nom de "Defoy" en "de Foy" et en 1934, il obtint la noblesse héréditaire.
En 1941, Robert de Foy épouse Françoise du Monceau de Bergendal (née en 1910), sœur du comte Ivan du Monceau de Bergendal (1909–2005), procureur adjoint à Bruxelles durant la Seconde Guerre mondiale, démis en 1944, réintégré en 1954, il est le fondateur du journal satirique Pan. Ils divorcent en 1943. En 1946, il épouse en secondes noces Marguerite Tallon (1893–1960). Il n'a pas eu d'enfant.
Après avoir servi dans l'Armée belge durant la Première Guerre mondiale, Robert de Foy entreprend des études de droit et décroche un doctorat à l'université de Louvain. De 1922 à 1925, il est auditeur militaire de l'armée belge d'occupation sur la Ruhr, en Allemagne. De 1925 à 1929, il est le premier substitut du procureur du Roi au Tribunal de Première Instance à Anvers. Sa carrière à la Sûreté publique commence en 1931 en tant que directeur-adjoint à l’administrateur. Le 8 août 1933, lors du décès inopiné de son prédécesseur, le Baron René Beltjens (1879–1933), il en devient alors l'Administrateur général,,. 

### Administrateur de la Sûreté publique (1933-1940)
Bien qu'en fonction depuis le 8 août 1933, Robert de Foy est officiellement nommé Administrateur de la Sûreté publique le 30 décembre 1934. Alors qu'il exerce cette fonction, il est très vite confronté à la peur des communistes qui règne en Belgique au milieu des années 1930.
En 1936, il doit faire face à l'affaire « Bell » : Heinrich Bell, un communiste allemand réfugié en Belgique, est livré aux autorités du IIIe Reich, ce qui suscite une controverse. Robert de Foy est donc peu apprécié des milieux de gauche. Dans les suites de cette affaire, il est amené à se rendre à Berlin et à collaborer avec les hauts dirigeants des services de sécurité allemands, dont Reinhardt Heydrich. Dans ce contexte de peur du communisme, les différents pays d'Europe organisent des conférences pour discuter des mesures à prendre. Ainsi, en 1937, une délégation de la Sûreté Publique belge participe à une conférence de la "Commission Internationale de la Police Criminelle" (C.I.P.C.) tenue à Berlin et présidée par Heydrich. Robert de Foy ne participe qu'à la fin des débats. La véritable collaboration entre la Sûreté Publique et la Gestapo est peu claire mais un accord est bel et bien passé entre ces deux institutions. Néanmoins, Robert de Foy déclare plus tard que cet accord se limitait à un échange d'informations sur les réfugiés allemands arrivés en Belgique.
En juin 1938, de Foy et J. Schneider, le directeur des  affaires étrangères et du commerce extérieur, représentèrent la Belgique à la conférence d'Évian en France. En mars 1938, alors que l'Allemagne a annexé l'Autriche (l'Anschluss), le nombre de résidents juifs en Belgique atteint le chiffre record de 30 000 personnes. La conférence d'Évian fut perçue comme un échec quant à l'objectif de trouver un accord sur le nombre de juifs qui pourraient rallier et la Grande-Bretagne et les États-Unis.
En mars 1940, les services de renseignements belges sont réorganisés. La Sûreté de l’État voit le jour et Robert de Foy est placé à sa tête.
À la veille de la guerre, le gouvernement belge, alors représenté par le ministre de la justice, Charles du Bus de Warnaffe, demanda à de Foy d'établir des listes de Belges et d'étrangers suspects. Sur ces listes figuraient les leaders de l'extrême droite et des mouvements fascistes comme rex (Léon Degrelle), les mouvements nationalistes flamands, Verdinaso (Joris Van Severen),… mais également les dirigeants communistes. Lors d'une attaque allemande, ces personnes devraient être arrêtées et confinées en lieu sûr. La liste reprenait également des Allemands et d'autres étrangers dont il n'était pas possible de jauger leur degré de sympathie à l'égard des nazis (certains d'entre eux étaient des réfugiés juifs). Le 10 mai 1940, lors de l'invasion de la Belgique, un télégramme fut adressé à l'ensemble des autorités locales de police pour procéder aux arrestations et la déportation vers la France. Le message était signé Robert de Foy mais cet élément est toujours disputé aujourd'hui. Cependant, les services de renseignements belges sont encore en pleine réorganisation et il ne participe que de façon limitée à ces arrestations.

### Pendant la Seconde Guerre mondiale
Après l'invasion et la capitulation survenue le 28 mai 1940, Adolf Hitler choisit de ne pas mettre en place de gouvernement civil (comme il le fit aux Pays-Bas), mais d'assurer une occupation militaire dirigée par le général Falkenhausen de la Wehrmacht. L'administration belge resta en place et, sous la supervision des autorités allemandes, gouverna la Belgique selon une politique du moindre mal. 
À la suite des arrestations de mai 1940, Robert de Foy avec d'autres magistrats et fonctionnaires sont arrêtés par la Geheime Feldpolizei en juillet 1940. Robert de Foy est alors envoyé en Allemagne. Il est libéré un mois plus tard à la demande de Heydrich. À son retour, il prend la direction de la police des étrangers et la Sûreté Publique est supprimée.
Dès sa nomination en 1943 au poste de Secrétaire Général du ministère de la Justice, Robert de Foy s’est impliqué dans les efforts engagés par Léon Platteau pour libérer les Juifs détenus à la caserne Dossin à Malines, empêchant ainsi leur expulsion. Il fait ainsi opposition aux violations allemandes des conventions internationales ainsi que de leurs propres promesses. Cela est exprimé dans une lettre de protestation officielle adressée le 15 octobre 1943 à la plus haute autorité allemande en Belgique, le général von Falkenhausen, commandant militaire de la Belgique et du nord de la France. 
Le système fonctionnait comme suit : la plupart des détenus ayant la nationalité belge, leurs parents étaient invités par Platteau et de Foy à se tourner vers la Croix Rouge ou l’AJB, qui à leur tour, s’adressant au ministère de la Justice, demandaient leur libération. Le ministère, par l’intermédiaire de de Foy et Platteau, approchait alors les autorités militaires par le biais de lettres officielles (toujours signées par eux) pour présenter des cas spécifiques ou personnels. Ils prenaient prétexte de la nationalité belge, de l’âge (plus de 65 ans ou de moins de 18 ans), de maladies graves (comme la tuberculose), de mariage à un Aryen, etc. Le baron Wilhelm von Hahn, chargé des affaires juives au département politique de l’administration militaire s’est avéré utile, et des centaines de personnes - près de 900 demandes ont été soumises – ont en effet été libérées.
Le 28 février 1944, Robert de Foy fait l’objet d’une tentative d'assassinat par la milice collaboratrice de Robert Jan Verbelen.

### Après-guerre
Les secrétaires généraux font l’objet d’une enquête administrative, instituée le 26 octobre 1944. Celle-ci ne prend pas du tout en compte la persécution des Juifs. Le cas de Robert de Foy est analysé de manière très succincte et aucune sanction n’est retenue contre lui.
Robert de Foy est démis à sa demande de sa fonction d’Administrateur de la Sûreté. En février 1946, Robert de Foy permet la création d’un comité de coordination organisant le contact avec différentes associations juives. Un dialogue est ainsi établi entre la Police des étrangers et ce comité permettant l’accueil des réfugiés Juifs en Belgique.  Du 1er avril 1946 au 31 mars 1947, il est alors juge au Tribunal International de Tanger.

### Administrateur de la Sûreté de l’État (1947-1958)
Robert de Foy est de nouveau à la tête de la Sûreté de l’État en avril 1947. Par arrêtés du Régent du 1er avril et 28 mai 1948, la Sûreté de l’État est de nouveau rattachée au Ministère de la Justice, et devient une section de la direction générale de la Sûreté publique. Ludovic Caeymaex est nommé comme administrateur adjoint en mai 1948. À cette période, la Sûreté de l’État accorde une importance à la surveillance des activités communistes en Belgique. Pour cela, elle collabore étroitement dès l’été 1947 avec la CIA américaine. Cette politique d’alignement sur la vision américaine est soutenue par Paul-Henri Spaak. Robert de Foy exerce la fonction d’Administrateur jusqu’à sa retraite en 1958. Deux années après, en 1960, Robert de Foy meurt à Bruxelles à l’âge de soixante-sept ans.

### Un titre de Juste controversé aujourd'hui

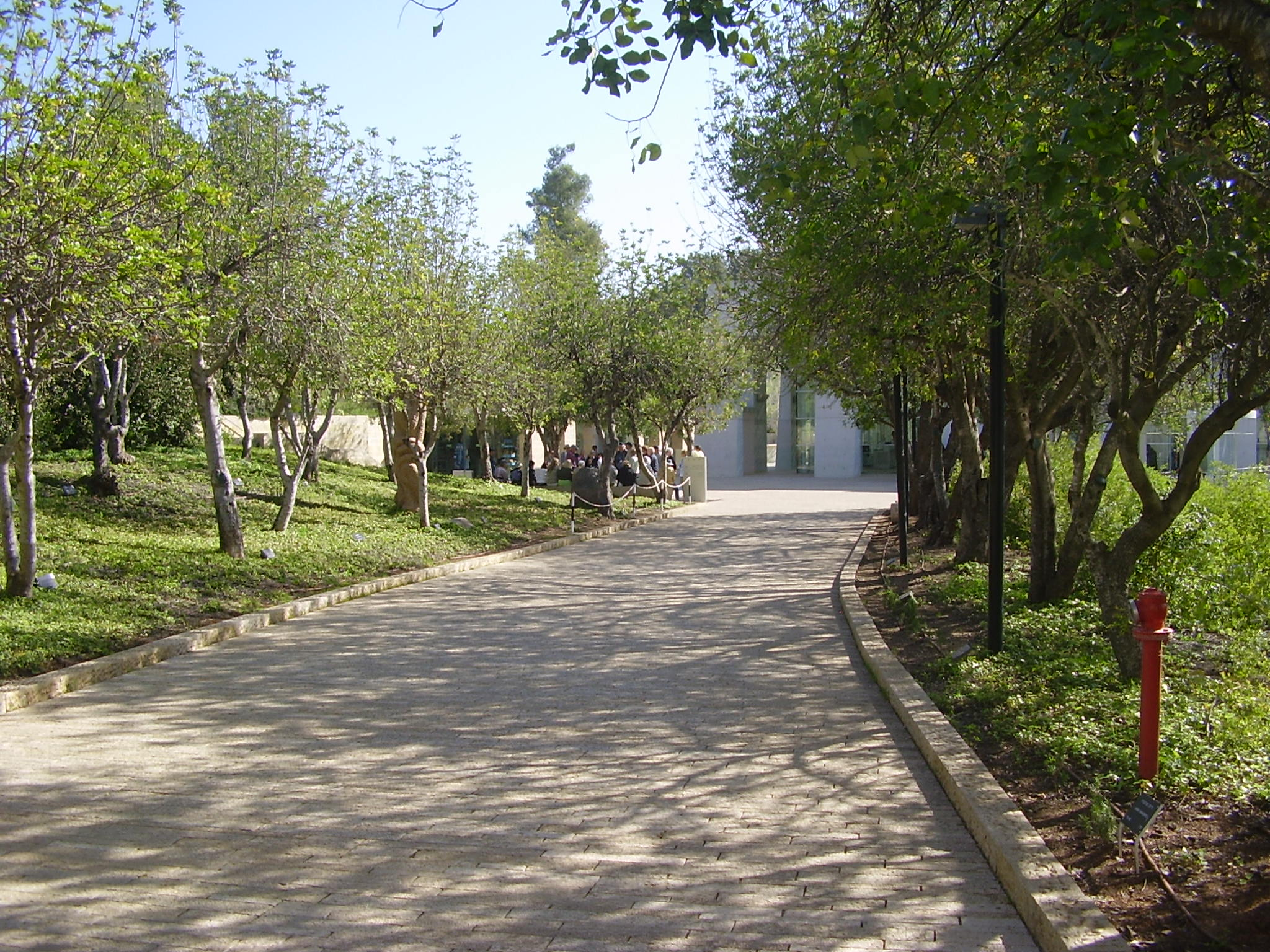
L'avenue des justes parmi les Nations - Yad Vashem - Israël.

Le 11 décembre 1975, Yad Vashem a reconnu Robert de Foy comme justes parmi les Nations.
Le site Yad Vashem, dans sa note à propos de l’aide menée par Robert de Foy, parle de “La Belgique docile”, étude menée en 2006 sur la conduite des autorités belges et la persécution des Juifs pendant la guerre. La note précise que les mesures d’expulsions mises en place par de Foy avaient été prises bien avant le début des déportations et l’assassinat des Juifs. Il ne pouvait donc pas être au courant des conséquences de ses actes qui suivaient la politique belge concernant les étrangers, réfugiés et juifs. Même si dans la fin des années 1930 et au début des années 1940, Robert de Foy suivit la politique de son pays au sujet des réfugiés juifs, il a néanmoins décidé d’agir lorsqu’il a été confronté à leur assassinat, sauvant un grand nombre d'entre eux de la déportation et la mort.
Le titre est toutefois toujours controversé aujourd’hui. En effet, il est remis en question par Sonia Pressman Fuentes, juive américain et ancienne magistrate. Ses parents, des Juifs polonais, décident de quitter Berlin et de s’établir en Belgique en 1934. Aidée par l’historien Frank Caestecker, Sonia Pressman a recueilli des archives prouvant le refus de Robert de Foy d’accueillir ces réfugiés. Sous ordre de l’administrateur, le couple devait être arrêté par la police mais les parents de Pressman parviennent à fuir vers les États-Unis. Selon Frank Caestecker, de Foy a pris la même décision pour des centaines d’autres Juifs. Sonia Pressman a porté plainte pour que Yad Vashem lui retire le titre de « Juste ». L’étude de cette affaire est prise au sérieux par l’institution juive mais prendra plusieurs années,,,.
Concernant cette affaire, l’historien Lieven Saerens dit ceci : “Il nous paraît erroné de se focaliser sur une seule personne. Il convient en effet de la placer dans le contexte social et professionnel de son temps. Pour ce qui a trait à l'avant-guerre, il ne faut en tout cas pas perdre de vue la politique des réfugiés menée par le gouvernement belge. Pour ce qui concerne la période de guerre et l'aide aux Juifs en particulier, il convient d'examiner quels Juifs furent aidés et quels Juifs furent de toute façon épargnés (provisoirement) par l'occupant. De manière générale, il n'est en outre pas rare que certaines personnes ayant manifesté avant guerre un point de vue 'antisémite'/xénophobe, pratiquent malgré tout l'aide aux Juifs pendant la guerre”.

## Décorations et honneurs
- Le 1er décembre 1975, Robert de Foy fut reconnu, à titre posthume, Juste parmi les nations par l'Institut Yad Vashem pour l'aide apportée aux juifs de Belgique pendant le Seconde Guerre mondiale[20]
- Membre de la Commission du Carnegie Hero Fund (Belgique) de 1939 à 1954 et Vice-président de 1955 à 1957.

Il était titulaire de nombre de décorations pour la plupart liées à la Seconde Guerre mondiale :
- En Belgique
  - Grand officier de l'ordre de Léopold II
  - Commandeur de l'ordre de Léopold
  - Commandeur de l'ordre de la Couronne
  - Croix civique de première classe

- À l'étranger
  - Grand officier de l'ordre du Ouissam alaouite (Maroc)
  - Grand officier de l'ordre du Mérite de la République italienne (Italie)
  - Grand officier de l'ordre d'Orange-Nassau (Pays-Bas)
  - Grand officier de l'ordre de Vasa (Suède)
  - Grand officier de l'ordre de la Couronne (Roumanie)
  - Grand commandeur de l'ordre du Phénix (Grèce)
  - Commandeur de l'ordre du Sauveur (Grèce)
  -  Commandeur de la Légion d'honneur (France)
  - Commandeur de l'ordre de l'Empire britannique (Grande-Bretagne)
  - Commandeur de l'ordre de l'Aigle blanc (Estonie)
  - Commandeur de l'Ordre du Mérite (Autriche)
  -  Commandeur de l'Ordre Polonia Restituta (Pologne)

## Ouvrage
- Bekaert H. (préface de R. De Foy), L'expulsion des étrangers et le délit de rupture de ban, Louvain, Impr. administrative, 1934.
- Pomba A. (préface de R. De Foy), Le régime des étrangers en Belgique, 2e éd., Bruges, éditions juridiques et administratives, 1961.